# Ужанка
Ужанка (бел. Ужанка; до 12 ноября 1966 года деревни Большая Ужанка и Малая Ужанка) — деревня в Городейском сельсовете Несвижского района Минской области Белоруссии. Расположена в 10 км от Несвижа, в 102 км от Минска, в 1 км от железнодорожной станции Городея. Население — 325 человек (2012).

## История
Впервые упоминается в 1560 году как дань князю Николаю Радзивиллу Чёрному на две волоки земли. В 1584 году Ужанка была передана князем Николаем Христофором Радзивиллом во владения иезуитов на территории Новогорудского воеводства Великого княжества Литовского. Жители деревни были освобождены от государственных обязанностей и налогов. После второго раздела Речи Посполитой 1793 года в составе Новогрудского уезда Слонимской губернии Российской империи, с 1797 года в Литовской губернии, с 1801 года в Гродненской губернии, с 1842 года в Минской губернии. В 1853 году работал костёл, недалеко от деревни крестьяне делали ямы и печи для сжигания извести.
В 1870 году упоминаются две деревни — Большая Ужанка и Малая Ужанка, а также имение Ужанка, которые были во владениях Фомы Корбута и Александра Венедиктовича Болтуця.
С 17 мая 1867 г. — 1 июля 1868 г. у Д. Ф. Корбута, выкупают земельные наделы его временнообязанные крестьяне имения Ужанка Новогрудского уезда Минской губернии (РГИА, ф. 577, о. 18, д. 1061)

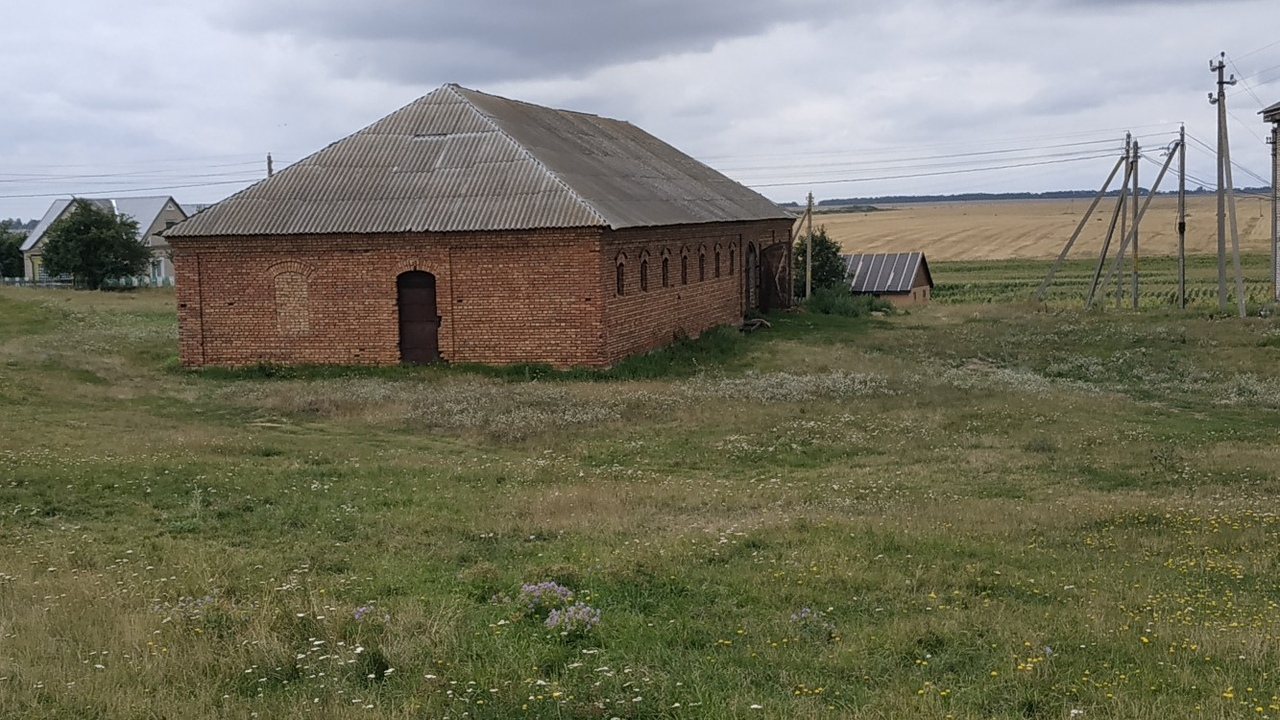
Хозяйственный двор

В 1897 году в деревне работал хлебозапасный магазин, а в имении — католическая часовня. Недалеко от почтового тракта Городея-Несвиж находился одноимённый фольварак во владении помещицы Неслуховской. В 1916 году в деревне работало одноклассное народное училище.
С февраля по декабрь 1918 года деревня была оккупирована войсками Германской империи. С начала августа 1919 года по середину июля 1920 года и с октября 1920 года — войсками Польши.
С 1919 года в составе БССР. С 29 июля 1920 года в составе Несвижского повета. С 1921 года в составе Городейской гмины Несвижского повята Новогрудского воеводства Польши. С сентября 1939 года снова в составе БССР. С 4 декабря 1939 года в Барановичской области, с 15 января 1940 года в Несвижском районе, с 12 октября 1940 года в Городейском сельсовете.
Во время Великой Отечественной войны с конца июня 1941 года по начало июля 1944 года была захвачена немецкими войсками. 9 жителей деревни погибло на фронте или пропало без вести.
С 8 января 1954 года в составе Минской области. 12 ноября 1966 года деревни Большая Ужанка и Малая Ужанка были объединены в одну. С 21 апреля 1959 года в составе совхоза «Городейский», с 6 января 1964 года — «Свекловодческий», с 15 апреля 1994 года в экспериментальной базе «Свекловодческая», с 2012 года государственное предприятие «экспериментальная база „Свекловодческая“» с центром в агрогородке Ударный.

## Инфраструктура
В 2012 году в деревне работали клуб, библиотека, магазин, животноводческая ферма, зернохранилище.

## Достопримечательности
- Хозяйственный двор;
- Часовня Матери Божией Остробрамской.Часовня Матери Божией Остробрамской

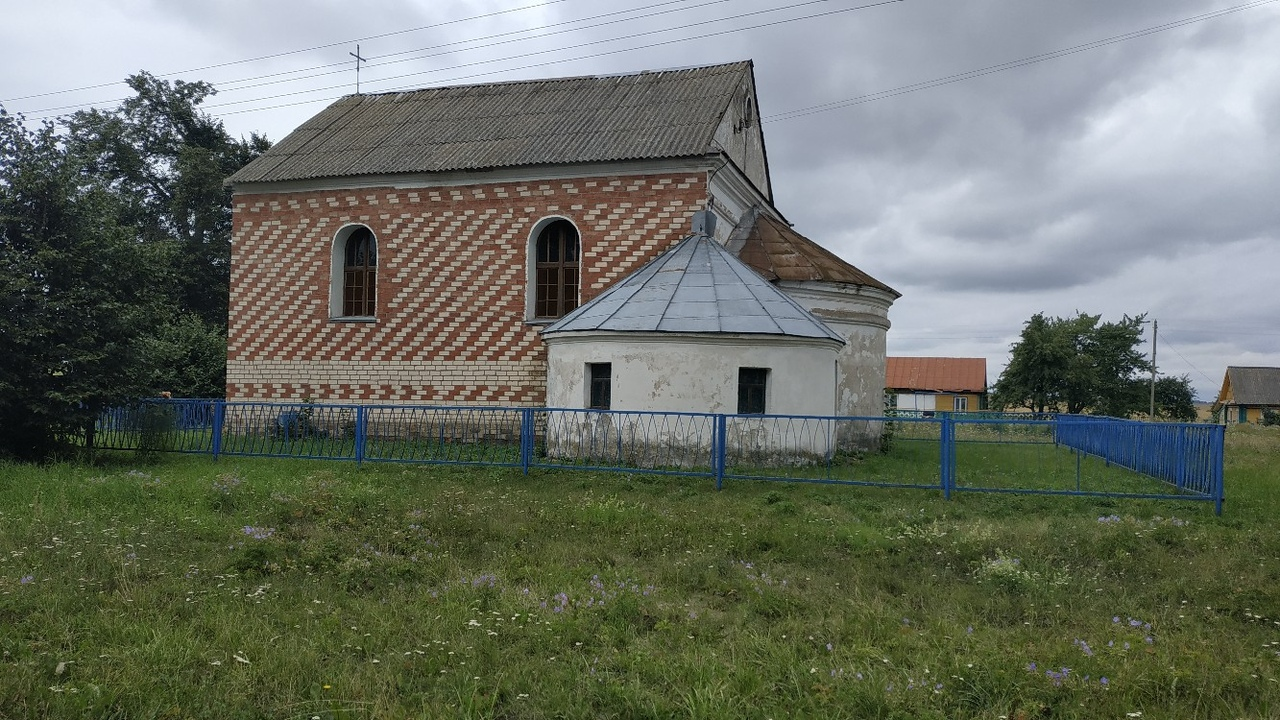
Часовня Матери Божией Остробрамской